# نوکسیتیولین
نوکسیتیولین (به انگلیسی: Noxytiolin) با فرمول شیمیایی C
۳N
۲H
۸SO یک ترکیب شیمیایی با شناسه پاب‌کم ۵۲۵۱۵۰۳ است. که جرم مولی آن 120.173 g mol−۱ می‌باشد. 